# Valentina Nikonovová
Valentina Gennaďjevna Nikonovová (* 5. března 1952 Kazaň, Sovětský svaz) je bývalá sovětská a ruská sportovní šermířka, která se specializovala na šerm fleretem.
Sovětský svaz reprezentovala v sedmdesátých letech. Jako sovětská reprezentantka zastupovala kazaňskou šermířskou školu, která spadala pod Ruskou SFSR. Na olympijských hrách startovala v roce 1976 v soutěži družstev. V roce 1973 získala titul mistryně světa v soutěži jednotlivkyň. Se sovětským družstvem fleretistek vybojovala na olympijských hrách 1976 zlatou olympijskou medaili a celkem vybojovala s družstvem tři tituly mistryň světa (1974, 1975, 1977).